# Jadwiga Adamczyk (bibliotekarka)

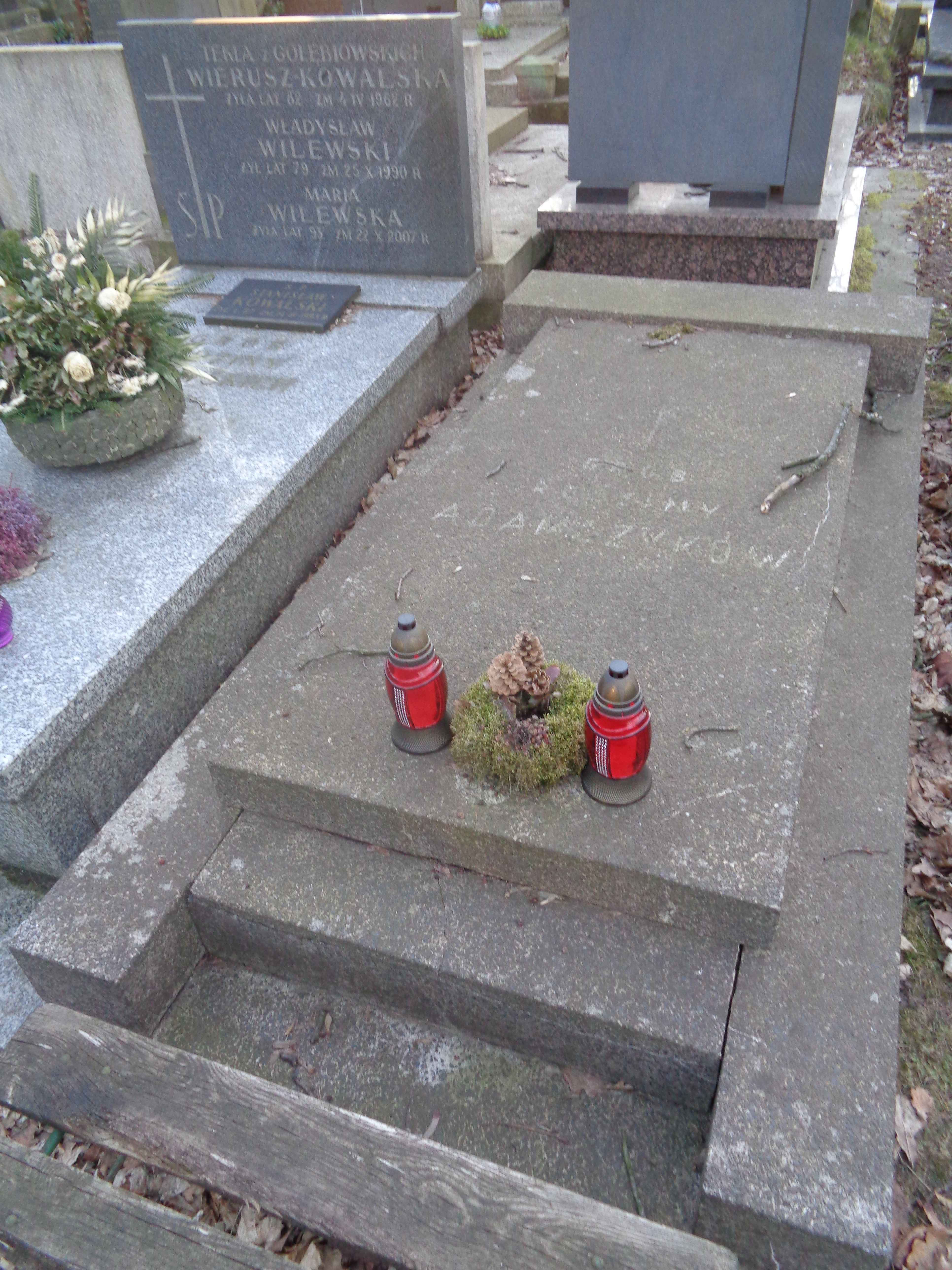
Nagrobek Jadwigi Adamczyk na Cmentarzu Powązkowskim

Jadwiga Teresa Adamczyk (ur. 27 sierpnia 1906 w Warszawie, zm. 3 września 1986 tamże) – polska bibliotekarka, wieloletnia kierowniczka Działu Starych Druków Biblioteki Publicznej miasta stołecznego Warszawy.

## Życiorys
Była córką Władysława i Marii ze Strzemiecznych, urzędników kolejowych. W 1925 ukończyła gimnazjum Zofii Sierpińskiej w Warszawie i rozpoczęła studia na Wydziale Humanistycznym Uniwersytetu Warszawskiego; w 1930 uzyskała magisterium filozofii w zakresie historii pod kierunkiem Oskara Haleckiego. Zdała także egzamin uprawniający do nauczania historii w szkołach średnich. W grudniu 1937 obroniła rozprawę doktorską Europa i Mongołowie w XIII wieku, przygotowaną pod kierunkiem Stanisława Kętrzyńskiego. Kolejnej pracy naukowej, rozprawy Sprawa polska w polityce carskiej Rosji w okresie wielkiej wojny, nie zdążyła ukończyć przed wybuchem II wojny światowej; w latach wojennych materiały od tej rozprawy uległy zniszczeniu, podobny los spotkał pracę doktorską, której w efekcie nigdy nie opublikowano.
W sierpniu 1939, zaledwie miesiąc przed wybuchem wojny, Jadwiga Adamczyk podjęła etatową pracę jako urzędniczka w Ministerstwie Spraw Wewnętrznych. W latach okupacji niemieckiej utrzymywała się z korepetycji i udzielanych lekcji gry na fortepianie. W listopadzie 1945 została pracownikiem Biblioteki Publicznej miasta stołecznego Warszawy, gdzie powierzono jej opiekę nad zbiorem starych druków. W pierwszych miesiącach pracy zajęła się porządkowaniem zbioru, w tym ściąganiem książek rozproszonych w latach wojny. W czerwcu 1946 kierowała przeprowadzką Działu Starych Druków z ulicy Noakowskiego na ulicę Koszykową. Pozostając przez pewien czas jedynym pracownikiem merytorycznym działu, a zarazem faktycznym jego organizatorem, dopiero w 1951 odebrała nominację na kierownika, którym pozostawała do chwili przejścia na emeryturę 31 grudnia 1970.
W listopadzie 1948 odbyła kurs zawodowy opracowywania starych druków, zorganizowany przez Bibliotekę Jagiellońską; wśród wykładowców tego kursu byli tak wybitni znawcy problematyki, jak Alodia Kawecka-Gryczowa, Aleksander Birkenmajer, Jan Baumgart, Józef Korpała, Aleksander Semkowicz, Zofia Kozłowska-Budkowa, Adam Vetulani. Od 1956 Jadwiga Adamczyk była kustoszem, od 1966 (na podstawie dorobku naukowego) — kustoszem dyplomowanym.
Przez kilka lat współpracowała z Alodią Kawecką-Gryczową przy opracowaniu katalogu drukowanego poloników w zbiorach Biblioteki Publicznej miasta stołecznego Warszawy; szczególnie wiele uwagi musiała poświęcić korekcie składu w czasie finalnych prac wydawniczych w 1957. Ogłosiła artykuł dotyczący zbioru starych druków Biblioteki Publicznej w pracy zbiorowej Z dziejów książki i bibliotek w Warszawie (1961). Była też autorką biogramu Zygmunta Glogera w Słowniku pracowników książki polskiej (1972). Uczestniczyła w pracach nad centralnym katalogiem varsavianów w Bibliotece Publicznej, a już po przejściu na emeryturę przygotowywała katalog poloników XVIII-wiecznych, ale pracy tej nie ukończyła.
W czasie ćwierćwiecza kierowania Działem Starych Druków, obok gromadzenia, porządkowania i opracowywania zbiorów, szczególną troską Jadwigi Adamczyk stała się ich konserwacja i zabezpieczenie. Z jej inicjatywy, mimo skromnych funduszy, z Biblioteką Publiczną współpracowali najlepsi polscy konserwatorzy książek.
Nie założyła rodziny, przez wiele lat mieszkając z matką-emerytką. Była miłośniczką muzyki, teatru i sztuk plastycznych, znała biegle kilka języków obcych.
Zmarła po długiej chorobie 3 września 1986 i pochowana została na cmentarzu Powązkowskim w Warszawie (kwatera 251-3-3).

## Odznaczenia
- Medal 10-lecia Polski Ludowej (19 stycznia 1955)[2]